# Cocopelli

Cocopelli

Kokopelli sau Cocopelli este o divinitate preistorică a tribului amerindian Navajo.

## Amuletă
Kokopelli este numele unei figurine decorative, un talisman sau amuletă a amerindienilor din zona canioanelor din SUA. Legendele acestora îl prezintă întotdeauna ca pe un mic om cocoșat care cântă la flaut și aduce purtătorului noroc și fertilitate. Cocopelli este cel care a umplut lumea de sunete. Când vine și începe să cânte la flautul său răsare soarele, zăpada începe să se topească, apare iarba nouă, verde, iar păsările încep să zboare în stoluri și să ciripească.
Deseori figurina Cocopelli este executată din argint și împodobită cu pietre semiprețioase de turquoise. 